# Deltocephalus hoashii
Deltocephalus hoashii är en insektsart som beskrevs av Matsumura 1915. Deltocephalus hoashii ingår i släktet Deltocephalus och familjen dvärgstritar. Inga underarter finns listade i Catalogue of Life.